# 西平井 (流山市)
西平井（にしひらい）は、千葉県流山市にある地名。郵便番号は270-0156。

## 地理
流山市の南部に位置する。地域内にボーイスカウトの森がある。1998年度から2016年度まで、隣接する鰭ケ崎地区とともに市が土地区画整理事業を行っていた。
東は思井・西は流山、南は鰭ケ崎、北は平和台と接している。

### 地価
住宅地の地価は、2015年（平成27年）1月1日の公示地価によれば、西平井字谷新田476番4の地点で12万5000円/m2となっている。

## 沿革
- 1869年（明治2年） 葛飾県葛飾郡西平井村となる。
- 1871年（明治4年） 廃藩置県により印旛県葛飾郡西平井村となる。
- 1873年（明治6年） 県の統合及び、郡の分割により千葉県東葛飾郡西平井村となる。
- 1889年（明治22年） 東葛飾郡流山町、鰭ケ崎村、加村、木村、三輪野山村と合併し、東葛飾郡流山町大字西平井となる。
- 1951年（昭和26年）4月1日　八木村、新川村と合併し、東葛飾郡江戸川町大字西平井となる。
- 1952年（昭和27年）1月1日　江戸川町が流山町に改称。再び、東葛飾郡流山町大字西平井となる。
- 1967年（昭和42年）1月1日　市制施行により、流山市大字西平井となる。
- 2019年（令和元年）10月　区画整理が行われ、大字西平井が西平井一丁目、二丁目、三丁目、大字西平井へとそれぞれ新設分離され、住所変更が行われた。また、同時に鰭ヶ崎二丁目、思井一丁目の一部も区画整理、住所変更が行われ新設後の西平井二丁目に編入された[5][6]。なお区画整理後の郵便番号は変わらず、全域で「270-0156」となっている。2021年10月をもって、旧住所宛の郵便物の配達を終了。

## 小字
西平井には25の小字が存在する。ここでは北から順に列挙する。
- 谷新田（西部は昭和期に流山九丁目、北部は昭和期に平和台三丁目に編入）
- 横枕（北部は昭和期に平和台三丁目に編入）
- 道合（北部は昭和期に平和台四丁目に編入）
- 入谷津（北部は昭和期に平和台四丁目に編入）
- 二階畑
- 中堤
- 四斗蒔
- 西下
- 十二相
- 根郷
- 堂面
- 下塚田
- 町田
- 前谷津
- 根郷前
- 柳田（西部が昭和期に流山九丁目に編入）
- 沖田
- 槐戸
- 広田
- 向地
- 大崎
- 辻前
- 羽中
- 大境
- 釘貫

消滅した小字
- 二ヶ谷（全域が昭和期に流山四丁目・平和台二丁目に編入）
- 上溜（全域が昭和期に平和台二丁目に編入）
- 大原（全域が昭和期に平和台四丁目に編入）
- 駒形（全域が昭和期に平和台四丁目に編入）
- 馬場（全域が昭和期に平和台四丁目に編入）
- 宮本（全域が昭和期に平和台四丁目に編入）
- 二ヶ谷羽中（全域が昭和期に平和台二・三丁目に編入）
- 上多下（全域が昭和期に平和台二・三丁目に編入）
- 大原下（全域が昭和期に平和台二・三・四丁目に編入）
- 庚塚（全域が昭和期に平和台四丁目に編入）

## 世帯数と人口
2021年（令和3年）6月1日現在の世帯数と人口は以下の通りである。
| 大字                                         | 世帯数    | 人口    |
| -------------------------------------------- | --------- | ------- |
| 西平井（大字・一丁目・二丁目・三丁目の合計） | 2,479世帯 | 6,119人 |

## 小・中学校の学区
市立小・中学校に通う場合、学区は以下の通りとなる。
| 番地 | 小学校             | 中学校             |
| ---- | ------------------ | ------------------ |
| 全域 | 流山市立流山小学校 | 流山市立南部中学校 |

## 交通
東武バスの西柏09系統が地区内を走行し2つの停留所があるほか、流鉄流山線が平和台 - 鰭ヶ崎間で西平井南西部付近を通過しており、西平井二丁目の東部付近をつくばエクスプレスが通っている。いずれも鉄道駅はない。
流鉄は過去に信号場設置を計画していたが、輸送状況が落ち込み計画は幻となった（現在でも線路の隣に線路1本分の土地が残されているのはこのためである）。

## 施設
- ボーイスカウトの森 - 西平井字大崎
- 本覚寺 - 西平井字根郷